# Нијермала Бадрисинг
Нијермала Бадрисинг (енгл. Niermala Badrising, рођена 4. јула 1962) је суринамски дипломата и политичарка. Била је министарка спољних послова Суринама у кабинету председника Десија Баутерса између 12. августа 2015. и 1. фебруара 2017. Амбасадорка је у Сједињеним Америчким Државама од јула 2017. године. 

## Биографија
Рођена је 4. јула 1962. у Парамарибу. Магистрирала је међународне студије на Универзитету у Холандији 1987, међународне односе и дипломатију на Универзитету у Масачусетсу 2007. и дипломирала је право на Универзитету у Суринаму где је специјализовала међународно радно право и међународне односе. Почела је да ради за Министарство спољних послова 1989. године и тамо је остала до 1996. што је укључивало и мандат шефа Уједињеног одељења у Одељењу за међународне организације. Између 1998. и 2012. године је радила као виши саветник и главни координатор у Канцеларији председника Суринама. У новембру 2011. је именована за сталног представника Суринама при Организацији америчких држава, уз коакредитације Међуамеричке развојне банке и Светске банке, на функцију је ступила у јануару 2012. Преузела је функцију министарке спољних послова 13. августа 2015. Суринамска влада ју је накнадно предложила за амбасадора у Сједињеним Америчким Државама и на тој функцији је почела да ради 9. јуна исте године. Дипломатску акредитиву је предала Доналду Трампу 21. јула 2017, а функцију је напустила 2021. године.